# Kinderen van Herakles

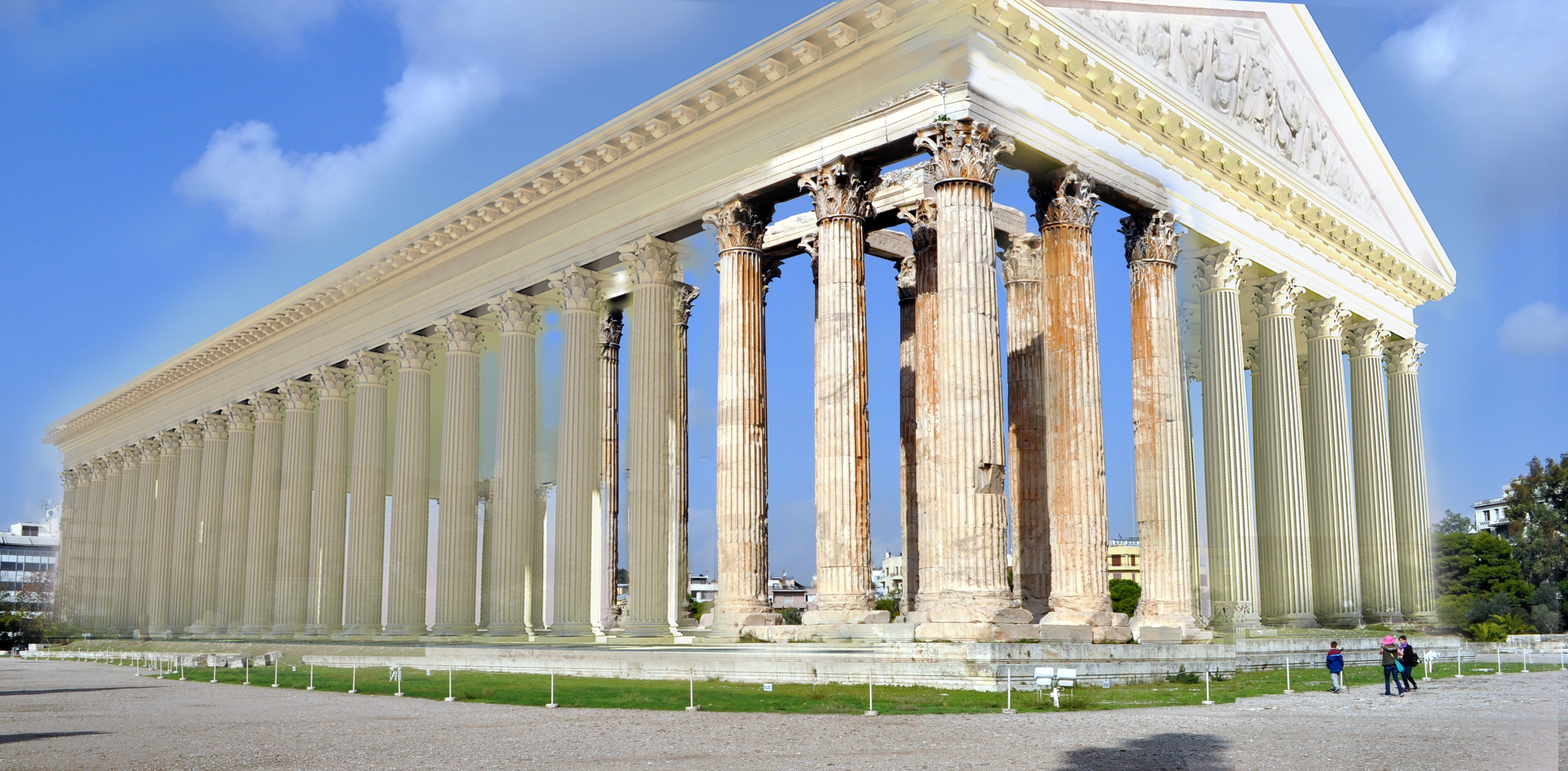
Reconstructie van de Atheense Tempel van de Olympische Zeus, waar de openingsscène zich afspeelt (om dan verder te gaan in Marathon en de Tetrapolis). In de tijd van Euripides was de tempel onafgewerkt.

Kinderen van Herakles (Oudgrieks: Ἡρακλεῖδαι / Hērakleidai, Lat. Heraclidae) is een Atheens treurspel van Euripides. Het stuk, voor het eerst opgevoerd rond 430 v.o.t., volgt de Heracliden in hun zoektocht naar bescherming tegen Eurystheus. Van Euripides is nog een andere tragedie bewaard met de kinderen van de held als smekelingen, Herakles.

## Voorgeschiedenis
Eurystheus was verantwoordelijk voor veel moeilijkheden van Herakles. Om te voorkomen dat diens kinderen wraak zouden nemen, probeerde hij hen te doden. Ze zoeken hun toevlucht bij Iolaos, een neef en vriend van Herakles.

## Synopsis
De heraut Kopreus, een dienaar van koning Eurystheus probeert de kinderen van Herakles en hun beschermheer Iolaos te vangen. Koning Demofon, een zoon van Theseus en Herakles dus gunstig gezind, voorkomt dit, waarop Kopreus dreigt dat hij zal terugkomen met een leger. Demofon is tot oorlog bereid, maar verneemt van het orakel dat de Atheners enkel zullen overwinnen als ze een meisje van nobele afkomst offeren aan Persefone. Demofon zegt Iolaos dat dit spijtig genoeg een te hoge prijs is en dat hij niemand tot het offer zal dwingen. In wanhoop smeed Iolaos vluchtplannen voor hem en de kinderen.
Herakles' dochter Makaria beseft het gevaar waarin de familie verkeert en geeft zichzelf op als offer, een loting afslaand. Na een innig afscheid wordt haar lot voltrokken. Vervolgens arriveert haar broer Hyllos met versterking. De oude en zwakke Iolaos, die niet wil afzien van deelname aan het gevecht, herwint miraculeus zijn jeugd en neemt Eurystheus gevangen. Er volgt een debat over diens executie. Alkmene, de moeder van Herakles, dringt aan op onmiddellijke terechtstelling, ook al is dit tegen de wet. Dan zegt Eurystheus zelf dat zijn geest de stad zal beschermen tegen de nakomelingen van Herakles' kinderen als ze hem doden en begraven. Dat wordt gedaan.

## Bespreking
De thema's van Kinderen van Herakles (vroomheid tegenover de goden, bescherming van de vertrapten, trots op edel bloed) werden door de Atheners gezien als nationale eigenschappen. Het patriottisme van het stuk is geen toeval in de tijd waarin de Spartanen net de Peloponnesische Oorlog hadden ontketend. Met het oog hierop veroorlooft Euripides zich enige vrijheden met de traditie. Zo wordt Eurystheus gevangen en niet in de strijd gedood, wat hem de gelegenheid geeft om Argos aan de kaak te stellen en Athene een mooie toekomst te voorspellen.

## Nederlandse vertalingen
- 2001 – De kinderen van Herakles – Gerard Koolschijn
- 2003 – De kinderen van Heracles – Willy Courteaux en Bart Claes